# 黄埔东路
黄埔东路是广州市东部一条东西走向的城市主干道。西起中山大道东与黄埔区茅岗路交界，东终增城区新塘镇沙村广深大道新塘立交。主要位于黄埔区。

## 公共交通
- 广州地铁13号线双岗站、南海神庙站、夏园站、南岗站

均在邻近黄埔东路位置设有出口。